# Élection présidentielle sud-coréenne de mars 1960
Des élections présidentielles ont eu lieu en Corée du Sud le 15 mars 1960.  Peu après avoir été réélu pour un troisième mandat en 1956 , Rhee a fait adopter par la législature un amendement constitutionnel exemptant le président en exercice - lui-même - de la limite de trois mandats. Il a ensuite immédiatement annoncé sa candidature pour un quatrième mandat.
Après la mort de Cho byong-ok, opposant du Parti démocrate, Rhee a été laissé comme seul candidat et a été réélu sans opposition. Le taux de participation était de 97,0%. En l'absence d'une compétition significative dans la course à la présidentielle, l'attention du public s'est déplacée vers la course à la vice-présidence, où le candidat du parti libéral de Rhee, Lee Ki-poong (en), était en concurrence avec Chang Myon. Les élections ont été lourdement truquées en faveur de Lee, et de nombreuses allégations de corruption et de manipulation des résultats ont déclenché des manifestations qui se sont transformées en révolution d’avril, entraînant la démission et l’exil de Rhee et l’effondrement de la Première République.

## Résultats

### Président
Les espoirs populaires de renverser Rhee ont été frustrés par la mort de son opposant Cho byong-ok plusieurs semaines avant les élections, laissant Rhee être élu sans opposition.
| Candidat                           | parti                              | Votes      | %    |
| ---------------------------------- | ---------------------------------- | ---------- | ---- |
| Syngman Rhee                       | parti libéral                      | 9 633 376  | 100  |
| Votes non valides / blancs         | Votes non valides / blancs         | 1 228 896  | -    |
| Total                              | Total                              | 10 862 272 | 100  |
| Électeurs inscrits / participation | Électeurs inscrits / participation | 11 196 490 | 97,0 |
| Source: Nohlen et al.              |                                    |            |      |

### Vice-président
En l'absence de concurrence pour Rhee aux élections présidentielles de 1960 après le décès de son adversaire, les élections simultanées vice-présidentielles devinrent le centre d'attention. L'opposition à Rhee était concentrée autour du candidat sortant du parti démocrate , Chang Myon , élu en 1956.  Les résultats officiels après les élections ont montré une large victoire pour le candidat libéral Lee Ki Poong (en), avec une marge de près de 80%. 17,5% de Chang, totalement contre les attentes de la population, et il était évident que les résultats avaient été largement manipulés: Han va jusqu'à dire que "les résultats des élections ont été complètement fabriqués par la police et le ministère de l'Intérieur".
Le parti démocrate a rejeté le résultat et le même jour, des manifestations ont commencé à Masan contre la fabrication des résultats des élections. La découverte du corps mutilé d'un garçon de seize ans qui avait participé à ces manifestations début avril a provoqué une nouvelle vague de protestations et l'attitude obstinée de Rhee a conduit à l'intensification des troubles provoqués par la révolution d' avril  bien que Rhee contraint Lee à se retirer de la politique active.  Les résultats des élections ont été annulées après le triomphe de la Révolution plus tard dans l'année, bien que Chang se résigne le 23 avril
| Candidat           | partis                                   | Votes     | %    |
| ------------------ | ---------------------------------------- | --------- | ---- |
| Lee Ki Poong (en)  | parti libéral                            | 8 337 059 | 79,2 |
| Chang Myon         | Parti démocrate                          | 1 843 758 | 17,5 |
| Kim Jun-yeon (ko)  | Parti de l'unification (ko)              | 249 095   | 2,4  |
| Im Yeong-shin (ko) | Parti national des femmes coréennes (ko) | 97 533    | 0,9  |